# Jefferson's Manual
Manual of Parliamentary Practice for the Use of the Senate of the United States (in italiano Manuale di Pratica Parlamentare per l'Uso del Senato degli Stati Uniti), conosciuto anche come Jefferson's Manual (in italiano Manuale di Jefferson), scritto da Thomas Jefferson nel 1801, è il primo libro americano di diritto parlamentare. Come Vicepresidente degli Stati Uniti, Jefferson ha ricoperto il ruolo di presidente del Senato dal 1797 al 1801. Durante questi quattro anni, Jefferson ha lavorato su vari testi e, all'inizio del 1800, ha iniziato a raccoglierli in un unico manoscritto per l'uso del Senato. Nel dicembre del 1800 consegnò il suo manoscritto allo stampatore Samuel Harrison Smith, che gli consegnò il prodotto finale il 27 febbraio 1801. Successivamente, anche la Camera dei Rappresentanti adottò il manuale per l'uso nella propria camera.
Il Manuale di Jefferson si basava sugli appunti presi durante i suoi studi sulla procedura parlamentare al College of William and Mary. Una seconda edizione con materiale aggiuntivo di Jefferson fu stampata nel 1812.
Il Manuale è suddiviso in cinquantasei categorie, dalla 1ª "Importanza di Aderire alle Regole" alla 53ª "Messa in Stato di Accusa". Ogni sezione comprende le regole e le pratiche del Parlamento britannico insieme ai testi applicabili della Costituzione degli Stati Uniti e ai trentadue regolamenti del Senato esistenti nel 1801.

## Contenuto
Il Manuale di Jefferson è suddiviso in sezioni che affrontano diversi aspetti della procedura parlamentare. Di seguito una panoramica ampliata dei temi principali:
- Doveri del Presidente dell'Assemblea: Stabilisce le responsabilità del presidente, che includono: mantenere l'ordine, riconoscere gli oratori, far rispettare le regole, mettere ai voti le questioni e annunciare i risultati.
- Ordine del Giorno: Definisce la sequenza con cui vengono affrontati i vari argomenti durante una seduta. Stabilisce priorità per questioni urgenti, lettura di petizioni, rapporti di commissioni e dibattiti su proposte di legge.
- Dibattito: Stabilisce le regole per i dibattiti, che includono: il diritto di parola, i limiti di tempo per gli interventi, la procedura per porre domande e presentare obiezioni, e il divieto di interruzioni o linguaggi offensivi.
- Votazione: Delinea le diverse modalità di voto (a voce, per appello nominale, a scrutinio segreto) e le procedure per richiedere verifiche del voto.
- Commissioni: Spiega la funzione e il funzionamento delle commissioni parlamentari, che svolgono attività di approfondimento su specifici temi o proposte di legge prima di presentarle all'assemblea plenaria.
- Emendamenti: Descrive come proporre, discutere e votare modifiche a proposte di legge esistenti.
- Conferenze: Definisce le procedure per riunioni congiunte tra le due Camere del Congresso per discutere questioni di comune interesse.
- Messaggi tra le Camere: Stabilisce come le due Camere del Congresso comunicano tra loro in modo formale, attraverso messaggi scritti.
- Impeachment: Delinea il processo di messa in stato d'accusa di funzionari pubblici da parte del Congresso.

Oltre a questi temi principali, il Manuale di Jefferson affronta anche questioni come:
- Decoro e comportamento dei membri: stabilisce regole per un comportamento decoroso e rispettoso all'interno dell'assemblea.
- Quorum: stabilisce il numero minimo di membri necessari per tenere una seduta valida.
- Mozioni dilatorie: definisce le procedure per contrastare proposte volte a posticipare o evitare la discussione di un argomento.
- Sospensione delle regole: descrive le procedure per sospendere temporaneamente le regole al fine di affrontare questioni urgenti.

## Senato statunitense
Tradizionalmente, il Senato degli Stati Uniti non ha considerato il Manuale di prassi parlamentare di Thomas Jefferson come un'autorità diretta per le procedure parlamentari. Tuttavia, a partire dal 1828, il Senato iniziò a pubblicare una propria versione del Manuale di Jefferson, rimuovendo le Regole del Senato dal testo e collocandole in una sezione separata. Nel 1888, quando il Senato avviò la pubblicazione del Manuale del Senato, una copia del Manuale di Jefferson venne inclusa in ogni edizione biennale. Questa pratica continuò fino al 1977.

## Camera dei rappresentanti statunitense
La Camera dei Rappresentanti incorporò formalmente il Manuale di Jefferson nel proprio regolamento nel 1837, stabilendo che il manuale "dovesse governare la Camera in tutti i casi a cui fosse applicabile e in cui non fosse in contrasto con le regole e gli ordini permanenti della Camera e con le regole congiunte del Senato e della Camera dei Rappresentanti." Da allora, la Camera ha regolarmente stampato una versione abbreviata del Manuale nella sua pubblicazione intitolata "Costituzione, Manuale di Jefferson e Regole della Camera dei Rappresentanti".